# Kirchheim im Innkreis
Kirchheim im Innkreis là một đô thị thuộc huyện Ried im Innkreis thuộc bang Oberösterreich, Áo. Đô thị Kirchheim im Innkreis có diện tích 10 km², dân số thời điểm năm 2006 là 700 người.